# دانیار یلوسینوف
دانیار یلوسینوف (انگلیسی: Daniyar Yeleussinov؛ زادهٔ ۱۳ مارس ۱۹۹۱) بوکسور اهل قزاقستان است.